# Кампания против чикасо (1739)
Кампания против чикасо — экспедиция французской колониальной армии под руководством Жан-Батиста Ле Муана де Бьенвиля против индейского народа чикасо. Кампания продлилась несколько месяцев и завершилась подписанием мирного договора между чикасо и властями Новой Франции. 

## Предыстория
Потерпев два поражения в сражениях при Огула-Четоки и Акии, французы продолжили войну против чикасо, побуждая индейских союзников атаковать селения своих врагов. Кикапу, сауки, потаватоми, пианкашо, веа, маскутены, майами, вайандоты и чокто совершили набеги в течение 1737 года. В результате этих небольших, но беспрерывных рейдов чикасо понесли многократно большие потери убитыми и пленными, чем за всё кампанию 1736 года.
Непрерывные набеги индейских союзников Новой Франции и угроза нового вторжения луизианских колониальных войск обострили борьбу между фракциями среди чикасо. Сторонники мира с французами обвиняли проанглийскую фракцию и натчезов в бедах, что они навлекли на племя. В результате этих разногласий более 160 натчезов отправились далее на восток и примкнули к чероки, верхним крикам и восточным чикасо, проживающим в Каролине.
Получив указание от королевского двора повторить экспедицию против чикасо, Бьенвиль стал к ней готовиться. В марте 1739 года он послал своего племянника де Нойана к селениям чокто, чтобы пригласить их участвовать в новой кампании. Кроме того, по его запросу из Франции прислали 550 солдат, но из-за болезней лишь 300 из них смогли принять участие в походе. Канада и Иллинойс предоставили для экспедиции войско из 230 французов и 503 индейских воинов. Состав и численность северной армии менялся по мере продвижения к месту соединения с силами Бьенвиля. Осмотр, проведённый 12 ноября 1739 года, показал, что армия губернатора насчитывала 1200 солдат и 2400 индейских воинов.

## Ход кампании
Преисполненный решимости восполнить недостаток осадных орудий и координации действий, которые погубили его первую кампанию, Бьенвиль получил в соё распоряжение артиллерию, инженеров и шестерых специалистов-взрывников. Артиллерия включала в себя 4 восьмифунтовых орудия, 8 четырёхфунтовых, 2 шестифунтовые пушки, 2 девятифунтовые мортиры и 12 маленьких мортир. Были приготовлены 2000 гранат, 50 000 фунтов пороха и 60 000 фунтов пуль. Кроме того, было построено 50 судов и 50 повозок. Подготовка к экспедиции заняла три года.
По разработанному Бьенвилем плану войска севера и юга должны были встретиться у форта Де л’Ассомпсьон в сентябре 1739 года, но уложиться в намеченные сроки не вышло. Солдаты, особенно прибывшие из Франции и Канады, страдали из-за заболеваний. Когда все части армии губернатора собрались около форта 13 ноября 1739 года, уже начались затяжные осенние дожди. Войско Бьенвиля, отягощённое огромным обозом и артиллерией, должно было пройти более 160 км до селений чикасо. Из-за дождей сделать это оказалось невозможно и армия три месяца провела возле форта. Погода ухудшалась, а число больных солдат увеличивалось. Небольшие группы чикасо иногда нападали на армейские патрули, в результате чего обе стороны потеряли несколько человек убитыми и ранеными, но болезни нанесли более серьёзный урон — 500 французов стали их жертвами.
Сознавая, насколько большие силы хотят их атаковать, чикасо пытались завязать мирные переговоры, но Бьенвиль отказал им. Тогда они обратились к британцам за помощью. Узнав о надвигающейся французской опасности, власти Южной Каролины отправили чикасо 500 фунтов пороха, 800 фунтов пуль, 1000 ружейных кремней, 200 фунтов дроби и 20 ружей.
К началу февраля 1740 года Бьенвиль осознал, что его план не удался. Он не мог перевезти свою артиллерию без нужного количества лошадей и мулов, а без неё штурм враждебных селений был неприемлем. Губернатор пришёл к выводу о невозможности продолжения экспедиции и собрал военный совет, который полностью его поддержал. Но допустить полного провала такой многообещающей кампании Бьенвиль не мог и организовал рейд к поселениям чикасо. Собрав отряд из 201 француза и 337 индейцев, он приказал нанести удар по неприятелю, но главной задачей было принуждение чикасо к мирным переговорам. Во главе отряда Бьенвиль поставил Пьер-Жозефа Селорона де Бленвиля. 2 февраля 1740 года французское войско покинуло форт Де л’Ассомпсьон и направилось к индейским деревням. Через 20 дней Селорон достиг Огула-Четоки, где отряд Пьера д’Артагиэта был разбит в 1736 году. Переговоры были сорваны и капитан атаковал селение. Стараясь избежать больших потерь из-за эффективного огня неприятеля, он распорядился отступить. Селорон приказал разместить лагерь около Огула-Четоки и выстроить укрепление для его защиты. 25 февраля, после небольшой перестрелки, чикасо подняли белый флаг и предложили мирные переговоры. Добившись выдачи нескольких натчезов и пленных французов, а также заключив мир, Селорон счёл свою миссию исполненной и вернулся в форт Де л’Ассомпсьон.
7 марта 1740 года мирная делегация чикасо, во главе с вождём Имахатабе, прибыла к форту Де л’Ассомпсьон. На следующий день он покинул форт и пообещал вернуться с другими вождями, чтобы окончательно договориться о мире. В конце марта лидеры всех селений чикасо одобрили условия мира с французами и 1 апреля 1740 года губернатор отбыл в Новый Орлеан.

## Итоги
Чикасо соблюдали условия мира в течение нескольких лет после соглашения с Бьенвилем и открытых противостояний с французами больше не случалось, но иногда грабили торговые конвои на Миссисипи. Они также  продолжили торговлю с британцами — английские товары были более качественными и привлекательными, к тому же стоили дешевле. Колониальным властям Новой Франции пришлось распускать слухи о эпидемии оспы среди британцев, чтобы другие индейские племена не начали с ними торговлю. Чикасо вновь остались непобеждёнными против превосходящих сил противника.
Экспедиция обошлась более чем в три раза дороже обычных ежегодных расходов всей колонии Луизиана без видимого результата. Сотни людей погибли от болезней, в том числе 500 из 1200 европейцев в форте Де л’Ассомпсьон. Многомесячная задержка не имела однозначного объяснения, хотя в качестве возможных причин выдвигались внутренняя политика и нежелание вступать в бой без тяжёлой техники. Де Ноайес, командир прибывших из метрополии подразделений, обвинил Бьенвиля в незнании местности, где проходили военные действия, а морской министр Франции Жан-Фредерик Фелиппо де Морепа выразил уверенность в том, что большие средства выделенные на проведение кампании, оказались разворованы.
Бьенвиль сознавал, что многообещающая и дорогая кампания не оправдала себя, и старался оправдаться. Все неудачи в ходе экспедиции он списывал на плохие военные качества индейцев, прибывших из Канады. В том же году Бьенвиль подал прошение об отставке с поста губернатора Луизианы и в 1743 году отбыл во Францию.